# Mendo, Coimbra grófja
Mendo, teljes nevén Hermenegildo Guterres (spanyol forrásokban Hermenegildo Gutiérrez (842–845 – Coimbra, 912 májusa után) volt Coimbra harmadik címzetes, de első tényleges grófja (878–912).

## Származása
Apja, Guterre (* 810, gróf 842–876? 878?) Coimbra második címzetes grófjaként az Asztúriai Királyság befolyásos nemese volt; édesanyjáról csak annyit tudunk, hogy Elvirának hívták: .
Okiratban a neve először 868-ban szerepel, amikor apósát, Gatón grófot kérték fel döntőbírónak a király és Mauro püspök jogvitájában, utoljára pedig 912-ben, amikor átvette veje, II. Ordoño adományát, amellyel a király a Santiago de Compostela-i székesegyház építését támogatta.

## Pályafutása
A királyi tanács (curia regia) tagjaként számos fontos pozíciót töltött be III. Alfonz asztúriai király udvarában, míg végül a nagyjából a kancellárnak megfelelő főmajordomus (mayordomo mayor) tisztségig jutott. A király egyik leglojálisabb hűbéresének számított; hűségét Nagy Alfonz számos címmel és birtokkal jutalmazta.
878-ban, amikor I. Muhammad córdobai emír megpróbálta visszafoglalni a tíz évvel korábban elvesztett Portót, a király Mendóra bízta a felmentő sereget, és ő nemcsak az ostromlott várost szabadította fel, de nagyjából a Mondego folyóig nyomult előre (alsó folyásán tekintélyes bal parti hídfőt alakított ki); az elfoglalt területekről kiűzte a mórokat. Ezután Alfonz király megbízta a meghódított területek újratelepítésével. A grófságot, mint félig önálló közigazgatási egységet a:
- Coimbra,
- Viseu,
- Lamego és
- Feira

körüli földekből szervezték meg.

## Családja
Valószínűleg 865-ben házasodott össze Ermesenda Gatónezzel (Ermesenda Gutierrez * kb. 845), aki ugyancsak főúri családból származott: apja, Gatón del Bierzo (811?–878) Astorga és El Bierzo grófja a legtöbb forrás szerint I. Ordoño asztúriai király öccse, tehát Nagy Alfonz nagybátyja volt; ebben az esetben Ermesenda a király unokatestvére. Ermesenda anyja, Egilona apjaként egyes családfakutatók egy bizonyos Leóni Ramirót jelölnek meg; anyai nagyanyjáról még ennyit sem tudunk.
Gyermekeik közül egyesek neve portugál (Mendes), másoké spanyol (Menendez) változatban ismertebb:
- Elvira Menendez Elvira Mendes
- Aldonça Mendes (Menendez)
- Aires Mendes, Coimbra 4. grófja
- Guterre Mendes (Menendez)
- Inderquina „Pala” Mendes (Menendez)
- Godilona Mendes (Gudilona Menendez)
- Aldonza Menendez (Mendes)

Elvira Menendezt (Portugália, 875 – León, 920) 890-ben, Leónban II. Ordoño leóni királyhoz, III. (Nagy) Alfonz asztúriai király legtehetségesebb fiához adta feleségül.
Egy másik lánya, Godilona Mendes (Gudilona Menendez de Coimbra) Lucídio Vímaraneshez, Portugália 2. grófjához (873–?) ment feleségül.

## Utódlása, emlékezete
A grófi székben fia, Aires Mendes (911–928) követte.

## Fordítás
Ez a szócikk részben vagy egészben  a   Hermenegildo Gutiérrez című angol Wikipédia-szócikk ezen változatának fordításán alapul.  Az eredeti cikk szerkesztőit annak laptörténete sorolja fel. Ez a jelzés csupán a megfogalmazás eredetét és a szerzői jogokat jelzi, nem szolgál a cikkben szereplő információk forrásmegjelöléseként.